# Peter Žonta
Peter Žonta (* 9. Januar 1979 in Ljubljana) ist ein ehemaliger slowenischer Skispringer.

## Werdegang
Žonta startete im Dezember 1995 beim Weltcup in Villach erstmals bei einem internationalen Wettbewerb. Obwohl er als 46. keine Weltcuppunkte erzielte, konnte er kurz darauf bei der Vierschanzentournee starten, wo er mit dem 15. Platz am 6. Januar 1996 in Bischofshofen erstmals auf sich aufmerksam machte. Bei den Anfang Februar in Asiago ausgetragenen Juniorenweltmeisterschaften 1996 konnte er mit dem Team die Bronzemedaille gewinnen. Im weiteren Saisonverlauf trat er noch bei drei weiteren Weltcups an, wobei er nur bei einem Springen in Iron Mountain die Punkteränge erreichte. Nachdem er in der folgenden Saison 1996/97 mehrfach Platzierungen im Mittelfeld des Weltcups erzielte und bei den Juniorenweltmeisterschaften in Canmore Gold mit der Mannschaft errang, stand er im slowenischen Aufgebot für die Nordischen Skiweltmeisterschaften 1997 in Trondheim. Dort verpasste er in den beiden Einzelwettbewerben den zweiten Durchgang, im Teamwettbewerb landete die slowenische Mannschaft auf dem sechsten Rang. Bis zum Saisonende konnte er weitere Weltcuppunkte erzielen. Im folgenden Winter 1997/98 kämpfte er bei allen Weltcups um den Einzug in den zweiten Durchgang, wobei ein 22. Platz in Garmisch-Partenkirchen sein bestes Ergebnis wurde. Bei der Skiflug-Weltmeisterschaft 1998 in Oberstdorf wurde er 32. Er nahm in dieser Saison ebenfalls an den Olympischen Winterspielen 1998 in Nagano teil. Im Teamwettbewerb wurde er nicht eingesetzt, in den beiden Einzelkonkurrenzen belegte er den 28. und 39. Platz. Zu Beginn des Weltcups 1998/99 brachte er nur mäßige Leistungen, konnte sich jedoch im Saisonverlauf steigern und erreichte am 17. Januar 1999 in Zakopane mit dem neunten Platz sein erstes Ergebnis unter den besten Zehn. Bis zum Saisonende konnte er noch mehrfach Plätze im vorderen Drittel einnehmen, bei den Nordischen Skiweltmeisterschaften 1999 in Ramsau am Dachstein wurde er jedoch nur 15. und 19. Nachdem er im Sommer 1999 auch an zwei Teamwettbewerben des Sommer Grand Prix teilgenommen hatte, trat er im Winter 1999/2000 wieder im Weltcup an, wo er zunächst gute Leistungen brachte und sich bei allen Springen unter den besten Zwanzig platzierte. Gegen Ende des Winters ließ seine Form jedoch stark nach und er verpasste bei allen Wettbewerben den zweiten Durchgang. Im Sommer 2000 nahm er an mehreren Springen des Grand Prix teil, dabei wurde ein elfter Platz in Courchevel sein bestes Ergebnis. Wie auch im Vorjahr zeigte er im Weltcup 2000/01 zu Saisonbeginn stabile Leistungen unter den besten Zwanzig und verschlechterte sich zum Saisonende. Für die Nordischen Skiweltmeisterschaften 2001 in Lahti wurde er nicht nominiert. Im Sommer 2001 nahm er wieder am Grand Prix teil, bei dessen Abschlussspringen am 9. September 2001 in Hakuba konnte er mit dem dritten Platz erstmals eine Podestplatzierung in einem Einzelwettbewerb erzielen. Im Winter 2001/02 platzierte er sich konstant in den Punkterängen und war bei allen Teamwettbewerben Teil der slowenischen Mannschaft. Bei den in Salt Lake City ausgetragenen Olympischen Winterspielen 2002 konnte er gemeinsam mit Damjan Fras, Primož Peterka und Robert Kranjec die Bronzemedaille gewinnen. In den beiden Einzelspringen belegte er jeweils den 13. Platz.
Im Sommer 2002 trat er bei zwei Sommerspringen des Continental Cups in Velenje an und belegte in beiden den vierten Platz. Bei den folgenden Grand Prix-Springen belegte er Plätze im Mittelfeld. Beim Weltcup 2002/03 konnte er vor allem in der ersten Saisonhälfte mehrere Platzierungen unter den besten Zehn erzielen. Der bei ihm übliche Leistungsabfall gegen Ende der Saison fiel schwächer aus als in den Jahren zuvor und er konnte sich bis zum Saisonende zumeist in den Punkterängen platzieren. Bei den Nordischen Skiweltmeisterschaften 2003 in Val di Fiemme belegte er den 29. Platz von der Großschanze und wurde mit dem Team Sechster. Nachdem er im Sommer 2003 wieder am Continental Cup in Velenje teilgenommen hatte, konnte er beim Grand Prix nicht überzeugen und landete fast immer auf hinteren Plätzen. Der Folgende Weltcup 2003/04 verlief für ihn dafür umso erfolgreicher: Nachdem er beim Saisonauftaktspringen in Kuusamo bereits den achten Platz belegt hatte und bei den folgenden Springen konstant unter die besten Zwanzig sprang, konnte er sich zur Vierschanzentournee 2003/04 weiter steigern. Nachdem er zunächst in Oberstdorf noch Elfter geworden war, belegte er schließlich beim Springen in Garmisch-Partenkirchen den fünften Platz, drei Tage später, am 4. Januar 2004 gewann er das dritte Springen in Innsbruck. Dieser Erfolg war Žontas einziger Sieg in einem Weltcupspringen. Durch einen zweiten Platz in Bischofshofen sicherte er sich in der Tourneewertung den dritten Platz. Nachdem er bei den nächsten Springen in Liberec noch zweimal Achter wurde, konnte er bis zum Saisonende stets konstant unter die besten Zwanzig springen. Lediglich bei der Skiflug-Weltmeisterschaft 2004 in Planica wurde er nur 46. Nachdem er im Sommer 2003 wieder beim Continental Cup in Velenje gestartet war, brachte er beim Grand Prix ziemlich durchwachsene Leistungen. In der Saison 2004/05 hatte er starke Knieprobleme und kämpfte stets um den Einzung in den zweiten Durchgang. Bereits Anfang Februar beendete er die Saison vorzeitig, um sein Knie operieren zu lassen. Danach fiel er für einen langen Zeitraum aus und stieg erst Ende Dezember 2006 wieder in den Continental Cup ein. Anfang Februar 2007 kehrte er in Titisee-Neustadt in den Weltcup zurück, um kurz darauf bei den Nordischen Skiweltmeisterschaften 2007 in Sapporo anzutreten. Hier wurde er von der Normalschanze 30. und von der Großschanze 39. Das slowenische Team, dem er angehörte, wurde weit abgeschlagen nur Zehnter. Nachdem er kurz nach den Weltmeisterschaften noch einen Sieg bei einem Continental Cup in Vikersund feiern konnte, beendete er nach der Saison 2006/07 seine Karriere.

## Erfolge

### Weltcup-Siege im Einzel
| Nr. | Datum          | Ort       | Typ         |
| --- | -------------- | --------- | ----------- |
| 1.  | 4. Januar 2004 | Innsbruck | Großschanze |

### Continental-Cup-Siege im Einzel
| Nr. | Datum             | Ort        | Typ           |
| --- | ----------------- | ---------- | ------------- |
| 1.  | 25. Juni 1999     | Velenje    | Normalschanze |
| 2.  | 26. Dezember 2000 | St. Moritz | Normalschanze |
| 3.  | 10. März 2007     | Vikersund  | Normalschanze |

## Statistik

### Weltcup-Platzierungen
| Saison  | Platz | Punkte |
| ------- | ----- | ------ |
| 1995/96 | 69.   | 019    |
| 1996/97 | 60.   | 038    |
| 1997/98 | 63.   | 028    |
| 1998/99 | 25.   | 212    |
| 1999/00 | 19.   | 282    |
| 2000/01 | 39.   | 096    |
| 2001/02 | 14.   | 364    |
| 2002/03 | 19.   | 410    |
| 2003/04 | 10.   | 545    |
| 2004/05 | 43.   | 074    |
| 2006/07 | 77.   | 007    |